# Coração de Santos Dumont
O coração de Santos Dumont refere-se ao órgão cardíaco conservado do inventor brasileiro Alberto Santos Dumont (1873-1932), preservado como relíquia histórica e exposto no Museu Aeroespacial (MUSAL) no Rio de Janeiro. 

## História
Após o suicídio de Santos Dumont, em 23 de julho de 1932, em Guarujá, durante a Revolução Constitucionalista de 1932, seu corpo foi transportado para São Paulo. Devido à instabilidade política que impedia o sepultamento no Rio de Janeiro, a família contratou o médico legista Walther Haberfeld, professor da Faculdade de Medicina de São Paulo, para embalsamar o cadáver no Hospital Santa Catarina.

### Remoção e conservação (1932)
Durante o embalsamamento (acompanhado dos assistentes Ferdinando Dissman e Isidoro Teixeira da Silva), Haberfeld removeu as vísceras para retardar a decomposição do corpo. Impressionado com o tamanho do coração de Dumont – que descreveu como um "coração bovino" – conservou-o em formol a pedido de Dissmann. As vísceras foram enterradas na chácara do médico em São Paulo, e o coração preservado, sem autorização formal da família. Haberfeld afirmou ter enviado duas cartas aos familiares oferecendo o órgão, mas não obteve resposta, sentindo-se então responsável por sua preservação como relíquia nacional.
O restante do cadáver de Dumont seria então velado na casa da família, na Avenida Paulista. Em razão da impossibilidade de levar o corpo para o Rio de Janeiro, em razão da guerra, o corpo foi depositado na cripta da Catedral da Sé no dia 25 de julho. O corpo só seria sepultado no Cemitério de São João Batista, no Rio de Janeiro, em 22 de dezembro de 1932.

### Redescoberta e doação (1944)
Em 1944, o diretor da Panair do Brasil, Paulo Gomide, descobriu a existência do coração durante visita ao laboratório de Haberfeld na Rua Aurora, em São Paulo. Gomide intermediou sua doação ao Ministério da Aeronáutica, sob a condição de que não fosse descartado e que a família fosse consultada. Os familiares concordaram com a destinação, e o órgão foi transportado em um voo histórico da Panair durante a Semana da Asa (1944), sendo entregue ao ministro Joaquim Pedro Salgado Filho.

#### Relicário e exposição
Sob supervisão de Gomide, os artistas Américo Monterosa e Guy Eymmonet criaram um relicário artístico sem conhecer seu propósito final: uma esfera dourada de 25 cm (10 polegadas) com perfurações que simbolizam "as estrelas do universo", sustentada por uma estátua de bronze de Ícaro. O coração foi alojado no interior da esfera, dentro de uma redoma de vidro com líquido conservante.

### Trajetória museológica (1944-presente)

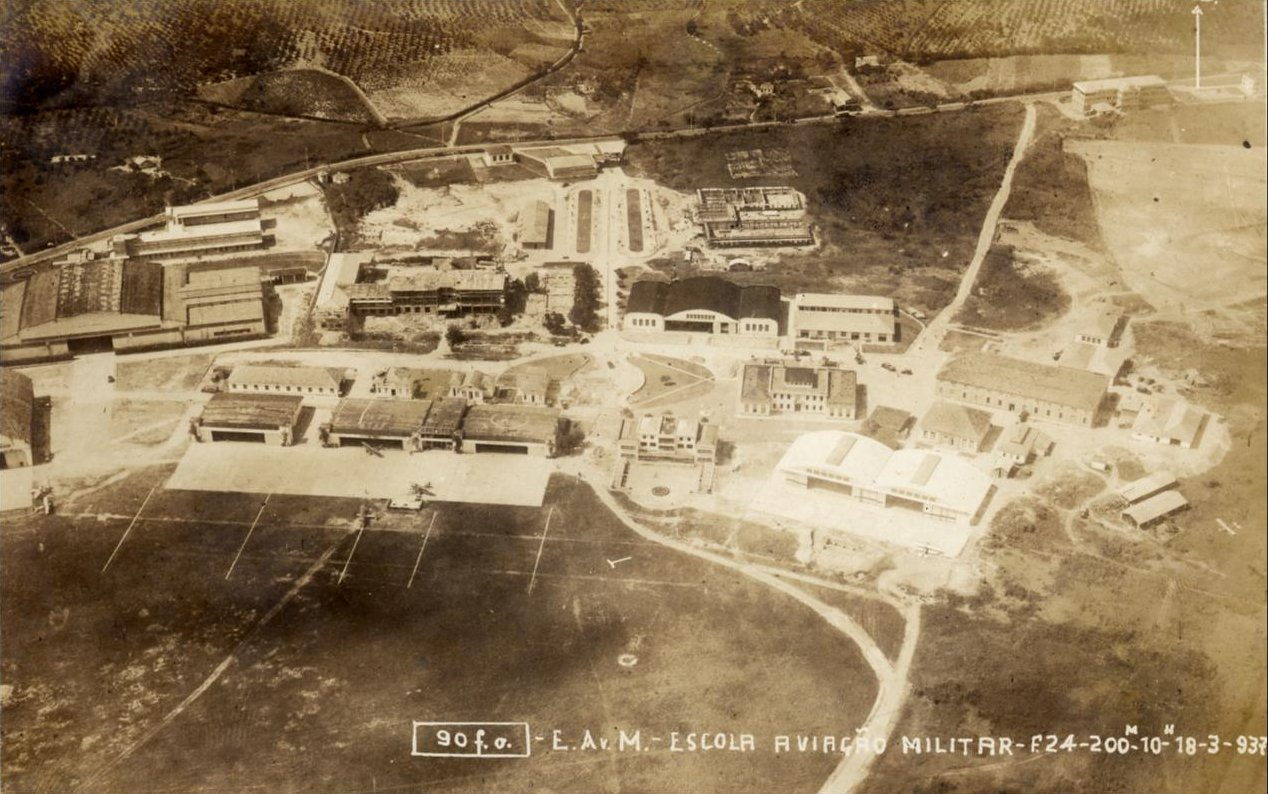
Vista aérea da Escola de Aviação Militar, em Campo dos Afonsos, no ano de 1937.

#### Guarda na Academia da Força Aérea (1944-1990)
Após a doação, o relicário permaneceu no salão nobre da Escola de Aviação Militar, em Campo dos Afonsos (RJ). Com a transformação da escola na Academia da Força Aérea, e com a transferência da sede para Pirassununga em 1971, o coração foi realocado para a cidade paulista.
Em 1981, Eduardo Gomes, patrono da Força Aérea Brasileira, teve seu coração preservado em relicário similar ao de Dumont após sua morte. As relíquias passaram a serem exibidas juntas.

#### Museu Aeroespacial (1990-presente)
Em fevereiro de 1990, por decisão do INCAER e do DEPENS, o coração foi transferido para o Museu Aeroespacial no Rio de Janeiro, juntamente com o coração do Marechal-do-Ar Eduardo Gomes – único outro órgão humano preservado em museu aeronáutico mundial.
Em 2020, ambos os corações passaram por restauração na Fiocruz, sob coordenação do pesquisador Marcelo Pelajo, que descartou a hipótese de hipertrofia cardíaca ("coração bovino") que havia sido levantada por Haberfeld.

## Significado simbólico
O gesto de Haberfeld e a posterior musealização transformaram o órgão em "objeto-semióforo", dotado de significado cultural além de sua função biológica. Representa simbolicamente as paixões de Dumont: seu idealismo ao compartilhar invenções sem patentes, a angústia pelo uso bélico de aviões e seu legado como pioneiro da aviação. O escritor Raul de Polillo (1948) descreveu-o como pulsante "para bondade, para a grandeza da Pátria".

## Na cultura popular
No dia 13 de maio de 1989, durante o período em que estava sob a guarda do museu da Academia da Força Aérea, em Pirassununga, o coração de Santos Dumont foi exposto no programa televisivo Cidade Contra Cidade, apresentado por Gugu Liberato.
A preservação do órgão inspirou o romance histórico O Homem com Asas (2023) do autor holandês Arthur Japin. A trama usa o furto do coração como ponto de partida ficcional, imaginando uma conspiração contra o governo Vargas para acobertar o suicídio de Dumont (desgostoso com bombardeios na Revolução de 1932). Japin retrata o inventor como figura sensível e solitária, explorando também supostos relacionamentos homoafetivos – aspecto que gerou debates durante o lançamento na Festa Literária Internacional de Paraty (Flip).